# Lactarius zenkeri
Lactarius zenkeri é um fungo que pertence ao gênero de cogumelos Lactarius na ordem Russulales. Foi descrito pela primeira vez em 1902 por Hennings e depois transferido pelo micologista alemão Rolf Singer para o gênero Lactarius.